# In Our Nature (album)
In Our Nature è il secondo album del cantautore svedese José González, pubblicato nel 2007.
Il brano Teardrop è una cover dei Massive Attack.

## Tracce
Tutte le tracce sono di José González, tranne ove indicato.
1. How Low – 2:40
2. Down the Line – 3:11
3. Killing for Love – 3:03
4. In Our Nature – 2:43
5. Teardrop (Robert Del Naja, Grant Marshall, Andrew Vowles, Elizabeth Fraser) – 3:33
6. Abram – 1:48
7. Time to Send Someone Away (González, Matthias Bergqvist) – 2:48
8. The Nest (González, Yukimi Nagano) – 2:24
9. Fold – 2:55
10. Cycling Trivialities – 8:09
11. You're an Animal – 4:18 (bonus track su iTunes)